# Ямуна
Ямуна (също Джумна или Джамна) (на хинди: यमुना) е река в Северна Индия, най-голям десен приток на Ганг. Дължина 1376 km, площ на водосборния басейн 366 223 km².

## Хидрография
Река Ямуна води началото си от ледника Ямунотри, спускащ се на юг от хребета Заскар (съставна част на Централните Хималаи), на 3293 m н.в. В горното си течение тече предимно в дълбока долина в югозападна посока с бързо и бурно течение. В района на град Ямунанагар излиза от планините и до устието си тече през централната част на Индо-Гангската равнина в средното течение на юг, а в долното – на изток-югоизток, като в този участък се раздела на ръкави и протоци. Влива се отдясно в река Ганг, на 74 m н.в., в град Праяградж (Аллахабад). За разлика от водите на Ганг, които са жълтеникави, тези на притока ѝ Ямуна са прозрачни и бистри. Основни притоци: леви – Хиндан; десни – Утанган, Чамбал, Синдх, Бетва, Кен. Ямуна има мощно лятно пълноводие благодарение на топенето на снеговете и ледовете в Хималаите и мусонните дъждове, като често явление през този период са катастрофалните наводнения. През останалото време от годината има слаб отток. Среден годишен отток 2950 m³/s. .

## Стопанско значение
Реката предоставя над 70% от общия воден запас необходим за столицата Делхи. Въпреки че качеството и като цяло се счита за добро, реката е силно замърсявана с отходни води. Надолу след столицата водите ѝ масово се използват за напояване и е плавателна за плитко газещи речни съдове. Долината ѝ е гъсто населена, като най-големите градове са: Ямунанагар, Карнал, Панипа, Делхи, Матхура, Агра, Фирозабад, Итава, Праяградж (Аллахабад). На брега на реката е разположен и архитектурният шедьовър Тадж Махал.

## Историческа справка
Реката е свещена за индусите, които вярват, че къпането в нея освобождава човек от бича на смъртта.